# Haley Cope
Pour les articles homonymes, voir Cope.
Haley Cope (Haley Clark après mariage), née le 11 avril 1979 à Chico (Californie), est une nageuse américaine.

## Palmarès
- Jeux olympiques
  - Athènes 2004
    -  Médaille d'argent sur le relais 4 × 100 mètres quatre nages

- Championnats du monde
  - Fukuoka 2001
    -  Médaille d'or sur 50 mètres dos

  - Barcelone 2003
    -  Médaille d'argent sur le relais 4 × 100 mètres quatre nages

- Championnats du monde en petit bassin
  - Moscou 2002
    -  Médaille d'or sur 100 mètres dos
    -  Médaille d'argent sur 50 mètres dos
    -  Médaille d'argent sur le relais 4 × 100 mètres quatre nages

  - Indianapolis 2004
    -  Médaille d'or sur 50 mètres dos
    -  Médaille d'or sur 100 mètres dos
    -  Médaille d'argent sur le relais 4 × 100 mètres quatre nages

- Goodwill Games
  - Brisbane 2001
    -  Médaille d'or sur 50 mètres dos
    -  Médaille de bronze sur le relais 4 × 100 mètres nage libre

- Championnats pan-pacifiques
  - Yokohama 2002
    -  Médaille de bronze sur 100 mètres dos